# Bastardes (album)
Bastardes è il 22° album discografico di Brigantony, pubblicato nel 1992.

## Tracce
1. Fazzu u cani - 04:20
2. Abballamu e cantamu	 - 02:45
3. 'U vinu sicilianu - 04:35
4. 'Buon Natale a te - 02:58
5. I sicaretti - 04:37
6. Quantu lai - 04:12
7. Bastardi - 04:25
8. Rap pidoscia - 04:23
9. Cidduzza - 05:29